# Surrey (Nouveau-Brunswick)
Pour les articles homonymes, voir Surrey.
Surrey est un quartier du village d'Hillsborough, au Nouveau-Brunswick.

## Histoire
Les établissements de Lower Hillsborough et de Centreville furent regroupés à Surrey. La localité fut constituée en village en 1966 mais plus tard regroupée à Hillsborough.